# 罗布·威廉斯
罗布·威廉斯（英語：Rob Williams，1985年1月21日—），英国男子赛艇运动员。他曾代表英国参加2012年夏季奥林匹克运动会赛艇比赛，获得男子轻量级四人单桨无舵手银牌。